# IBM 650

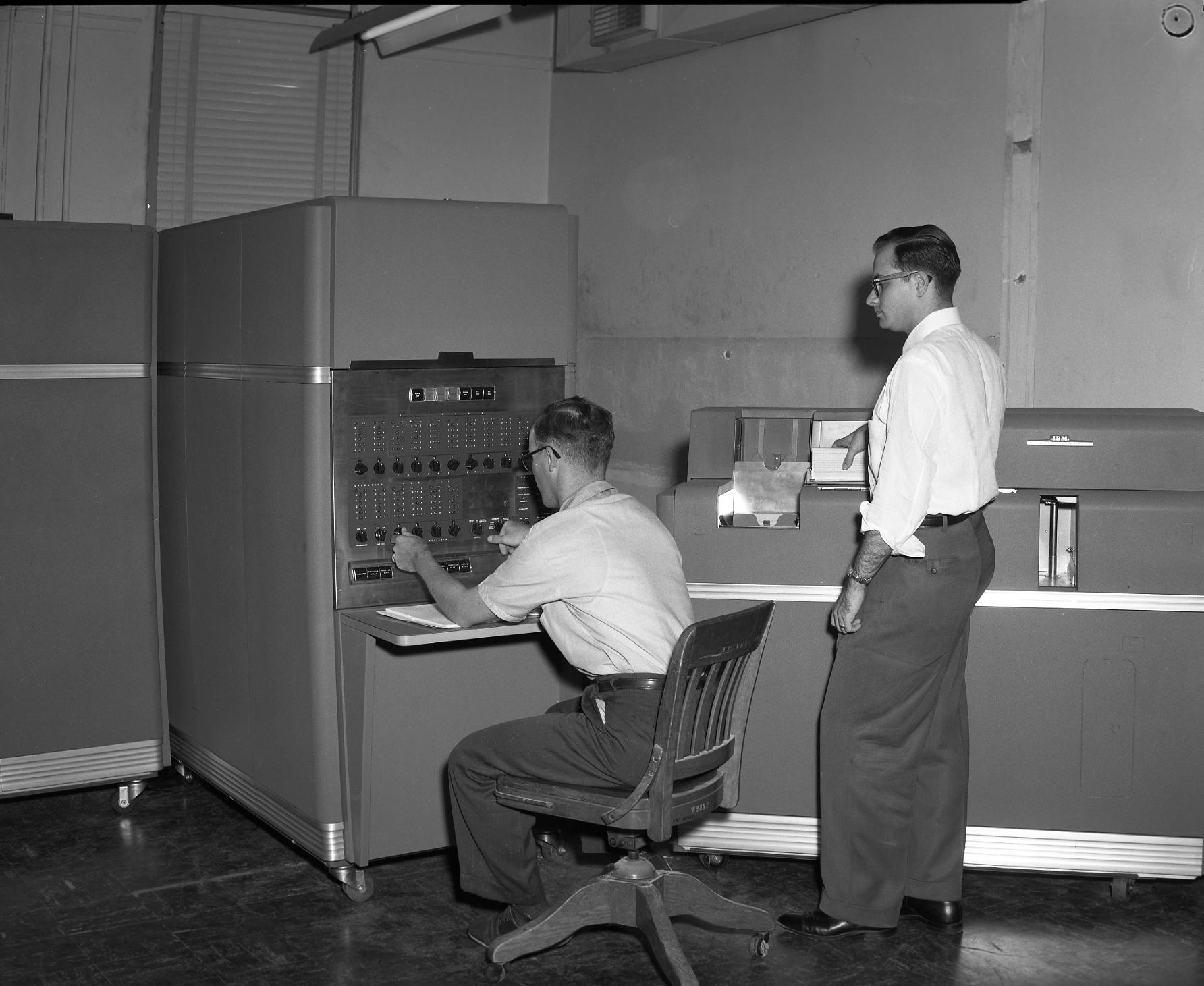
En IBM 650 på Texas A&M University.

IBM 650, en första generationens dator från IBM. Den tillverkades 1953 och kallas ibland IBM:s första dator, men både ASCC och SSEC kom tidigare. Totalt levererades 2 000 exemplar av datorn under åren 1953-1962.
Till Sverige levererades totalt 11 IBM 650. Den första kunden var försäkringsbolaget Folksam 1956. År 1957 lade SJ den dittills största ordern.